# Agathonikos (Nikolaidis)
Agathonikos (Nikolaidis; * 1964, Giannitsa) je řecký duchovní Alexandrijského patriarchátu a biskup arushacký a centrálně-tanzanský.

## Život
Narodil se roku 1964 v Giannitse.
Studoval na pedagogické akademii ve Florině a na bohoslovecké fakultě Aristotelovy univerzity v Soluni.
Roku 1986 byl v monastýru svatého Dionýsia Olympského postřižen na monacha.
Roku 2001 byl rukopoložen na hierodiakona a roku 2003 na jeromonacha. Sloužil v florinské a kitrské metropolii
V letech 2004–2011 byl misionářem v Africe.
Vstoupil do kléru alexandrijského patriarchátu a stal se protosynkelem eparchie Dar es Salaam, kde zřídil seminář.
V prosinci 2013 se stal rektorem Alexandrijského duchovního semináře svatého Atanáše Velikého a sekretářem kanceláře patriarchátu.
Dne 17. listopadu 2016 jej Svatý synod zvolil biskupem nové arushacké eparchie. Dne 11. prosince proběhla v chrámu svatého Sávy v Alexandrii jeho biskupská chirotonie. Světiteli byli patriarcha alexandrijský Theodoros II., metropolita miletský Apostolos (Voulgaris) (Konstantinopolský patriarchát), metropolita kitrský a katerinský Georgios (Chrysostomou), metropolita neakrinijský Ioustinos (Bardakas) (Řecká pravoslavná církev), metropolita irinoupoliský Dimitrios (Zacharenkas), metropolita pelusijský Nifon (Tsavaris), metropolita akkrský Narkissos (Gammoh) a metropolita kartágský Meletios (Koumanis).